# Hexalogi
En hexalogi är en sammanhållen grupp av sex konstverk inom något konstnärligt område.

## Kända hexalogier
- Litteratur:
  - Science fiction-serien Dune av Frank Herbert
  - Fantasy-serien om Övärlden av Ursula K. LeGuin
  - Romansviten Min Kamp av Karl Ove Knausgård
  - Romansviten Jordens barn (som inleds med Grottbjörnens folk) av Jean M. Auel.

- Film:
  - Science fiction-filmerna Stjärnornas krig var från början tänkt att vara en hexalogi (sedan episod VII och följande filmer har skapats, är filmserien dock inte längre en hexalogi)